# Balance de materia
El balance de materia es un método matemático utilizado principalmente en ingeniería química. De acuerdo con  un balance de materia sería la "cuenta cuantitativa de las cantidades de material dentro y a través de un límite de sistema". Se basa en la ley de conservación de la materia (la materia ni se crea ni se destruye, solo se transforma), que establece que la masa de un sistema cerrado permanece siempre constante (excluyendo las reacciones nucleares o atómicas en las que la materia se transforma en energía según la ecuación de Einstein {\displaystyle E=mc^{2}}, y la materia cuya velocidad se aproxima a la velocidad de la luz). En general, para la práctica del profesional de la Ingeniería Química resulta imprescindible el uso de la ecuación general de balances, en este caso para materia:
Sin embargo, para el caso particular de la materia total, al ser una propiedad conservativa, no existirá ni generación ni consumo (la masa ni se crea ni se destruye, excluyendo los casos citados) por lo que, la masa que entra en un sistema (definido por sus límites) debe salir del sistema o acumularse dentro de él, así:
Los balances de materia se desarrollan comúnmente para la masa total que cruza los límites de un sistema. También, pueden enfocarse a un elemento o compuesto químico. Cuando se escriben balances de materia para compuestos específicos y no para la masa total del sistema, se introduce un término de producción (que equivale a lo que se genera en la reacción química menos lo que desaparece):

{\displaystyle {\rm {entradas+producci{\acute {o}}n=salidas+acumulaci{\acute {o}}n\,}}} 

El término de producción puede utilizarse para describir velocidades de reacción. Los términos de producción y acumulación pueden ser tanto positivos como negativos.

## Balance de materia en estado estacionario
La mayoría de los procesos industriales son continuos, con un mínimo de alteraciones o paradas. En este tipo de procesos, a excepción de los periodos de puesta en marcha y paradas, el tiempo no es una variable a considerar, por lo que las variables intensivas dependen solamente de la posición, siendo el régimen estacionario.
En estos sistemas en estado estacionario el término acumulación desaparece, simplificándose la ecuación a la siguiente:
A su vez, en aquellos sistemas donde no se produzca reacción química, se simplifica todavía más:

## Tipos
Los balances de materia pueden ser integrales o diferenciales. El balance integral se enfoca en el comportamiento global del sistema, mientras que el diferencial lo hace en los mecanismos dentro del sistema (los cuales, a su vez, afectan al comportamiento global). En los casos más simples, el interior del sistema se considera homogéneo (perfectamente mezclado). Para poder hacer un balance integral de materia, primero se deben identificar los límites del sistema, es decir, cómo el sistema está conectado al resto del mundo y cómo el resto del mundo afecta al sistema.
También pueden clasificarse de la siguiente forma:
- Balance de masa global o total: se realiza en todo el sistema, considerando las masas totales de cada una de las corrientes de materiales.
- Balance parcial: se realiza en los subsistemas, considerando un determinado componente en cada una de las corrientes.
- Balance molar: si en el sistema no se originan cambios químicos.
- Balance atómico: si en el sistema hay cambios químicos.
- Balance volumétrico: si no se originan cambios de estado.